# Der Steuerberater
Der SteuerBerater (Zitierweise: StB) ist eine juristische Fachzeitschrift mit dem Schwerpunkt Steuerrecht.
Die Zeitschrift erscheint monatlich. Der zuständiger Chefredakteur ist Jens M. Schmittmann und die Schriftleitung hat Michael Stahlschmidt.

## Inhalte
Themen im StB sind nicht nur das materielle Steuerrecht, sondern auch Themen der Kanzleiorganisation und des Berufsrechts einschließlich der Digitalisierung. Er enthält vorrangig Inhalte zum Bilanzrecht, Einkommensteuerrecht, Umsatzsteuerrecht und zur Abgabenordnung. Über allgemeine Entwicklungen im Steuerrecht informiereren Rechtsprechungs-, Literatur- und Verwaltungsreporte.
Mit der Fachzeitschrift verbundene weitere Medien sind die Homepage und ein monatlicher Newsletter, welche beider der aktuellen Information dienen.

## Geschichte
Der Steuerberater erschien erstmals 1958. Er war ursprünglich das Organ der Bundessteuerberaterkammer, die diese Zeitschrift auch herausgab, verlegt wurde die Zeitschrift vom Verlag Recht und Wirtschaft. Seit Januar 2012 wird sie von diesem, zur Verlagsgruppe Deutscher Fachverlag gehörenden Verlag, sowohl herausgegeben als auch verlegt. 